# Liste der Kulturdenkmale in Langenhorn (Nordfriesland)
In der Liste der Kulturdenkmale in Langenhorn sind alle Kulturdenkmale der schleswig-holsteinischen Gemeinde Langenhorn (Kreis Nordfriesland) und ihrer Ortsteile aufgelistet (Stand: 10. März 2025).

## Legende
In den Spalten befinden sich folgende Informationen:
- Objekt-ID: die Nummer des Kulturdenkmales
- Lage: die Adresse des Kulturdenkmales und die geographischen Koordinaten. Kartenansicht, um Koordinaten zu setzen. In der Kartenansicht sind Kulturdenkmale ohne Koordinaten mit einem roten Marker dargestellt und können in der Karte gesetzt werden. Kulturdenkmale ohne Bild sind mit einem blauen Marker gekennzeichnet, Kulturdenkmale mit Bild mit einem grünen Marker.
- Offizielle Bezeichnung: Bezeichnung des Kulturdenkmales
- Beschreibung: die Beschreibung des Kulturdenkmales
- Bild: ein Bild des Kulturdenkmales

## Sachgesamtheiten
| Objekt-ID      | Lage                                                                      | Offizielle Bezeichnung | Beschreibung | Bild                             |
| -------------- | ------------------------------------------------------------------------- | ---------------------- | --- | -------------------------------- |
| 51826          | Marktstraat 17, 19-21 (54° 40′ 17″ N, 8° 54′ 35″ O)                       | Schulen Langenhorn     | Schulen Langehorn; 2. H. 19. Jh.; Ensemble aus zwei ehem. Schulgebäuden, eingeschossige Backsteinbauten, trauf- und giebelständig unter Pfannendächern, segmentbogenförmige Türund Fensteröffnungen, Mauerankern und Zierfriese - Begründung: geschichtlich, städtebaulich, Kulturlandschaft prägend - Schutzumfang: ehem. Harmschool (Marktstraat 17), ehem. Lüttschool (Marktstraat 19-21)                                                                  | BW                               |
| 40627 Wikidata | Marktstraat 33a (54° 40′ 12″ N, 8° 54′ 29″ O)                             | Kirche St. Laurentius  | Aktualisierung vorgesehen - Begründung: geschichtlich, künstlerisch, städtebaulich, Kulturlandschaft prägend - Schutzumfang: Kirche St. Laurentius mit Ausstattung, Glockenhaus, Kirchhof, Grabmale bis 1870, nördliches Kirchhofstor, Böschungsmauer | weitere Fotos \| Fotos hochladen |
| 37686          | Marktstraat 16, 18, 20, 22, 27, Marktstraat (54° 40′ 15″ N, 8° 54′ 28″ O) | Marktplatz Langenhorn  | Marktplatz Langenhorn; Platzrandbebauung des 19. bis frühen 20. Jh. bestehend aus sechs überwiegend traufständigen, eingeschossigen Backsteingebäuden mit Reet- und Pfannendächern - Begründung: geschichtlich, städtebaulich, Kulturlandschaft prägend - Schutzumfang: Feuerwehrgerätehaus (Marktstraat), Wohnhaus (ehem. Gaststätte) (Marktstraat 16), Wohnhäuser (Marktstraat 18, 27), Geesthardenhaus (Marktstraat 20), ehem. Gaststätte (Marktstraat 22) | BW                               |

## Bauliche Anlagen
| Objekt-ID      | Lage                                               | Offizielle Bezeichnung                | Beschreibung | Bild                             |
| -------------- | -------------------------------------------------- | ------------------------------------- | --- | -------------------------------- |
| 44842          | Ant Schütthock 4 (54° 41′ 33″ N, 8° 57′ 54″ O)     | Wohn- und Wirtschaftsgebäude          | Wohn- und Wirtschaftsgebäude; wohl 19. Jh.; Geesthardenhaus, eingeschossiger traufständiger Backsteinbau unter reetgedecktem Walmdach, Wohnteil mit Zwerchgiebel über dem Eingang nach Süden, Wirtschaftsteil mit Lootor und Stalltür nach Norden - Begründung: geschichtlich, Kulturlandschaft prägend - Schutzumfang: gesamtes Objekt - Denkmaltyp: Bauliche Anlage | BW                               |
| 44000          | Bahnhofsweg 1 (54° 41′ 8″ N, 8° 56′ 44″ O)         | Meierei                               | Meierei aus dem Jahre 1889, bis heute in Betrieb; Wohn- und Wirtschaftsgebäude; 1911; eingeschossiger, traufständiger Backsteinbau unter reetgedecktem Schopfwalmdach, Wohnteil mit übergiebeltem Mittelrisalit und Portal mit Ziersäulen nach Norden - Begründung: geschichtlich, städtebaulich, Kulturlandschaft prägend - Denkmaltyp: Bauliche Anlage | BW                               |
| 30231 Wikidata | Beekensweg 1 (54° 39′ 39″ N, 8° 57′ 17″ O)         | Ödlandhof                             | Wohn- und Wirtschaftsgebäude; 1927, später erweitert, Architekt Heinrich Stav; eingeschossiges Siedlungshaus, massiver Ziegelbau mit Kurzwalmdach und Stallanbau in Holzbauweise - Begründung: geschichtlich, Kulturlandschaft prägend - Schutzumfang: gesamtes Objekt - Denkmaltyp: Bauliche Anlage | BW                               |
| 6056           | Beekensweg 3 (54° 39′ 41″ N, 8° 57′ 38″ O)         | Bauernhaus                            | Bauernhaus; wohl Ende 18./1. H. 19. Jh.; langgestreckter, eingeschossiger Backsteinbau unter reetgedecktem Walmdach, Wohnteil mit Backengiebel über dem Eingang und scheitrechten Fenstern, Gusseisenfenster im Stallteil; Tafel des Reichsnährstandes neben dem Eingang - Begründung: geschichtlich, Kulturlandschaft prägend - Schutzumfang: gesamtes Objekt - Denkmaltyp: Bauliche Anlage | BW                               |
| 32288          | Buurvogtsweg 3 (54° 41′ 28″ N, 8° 57′ 59″ O)       | Wohn- und Wirtschaftsgebäude          | Wohn- und Wirtschaftsgebäude; wohl 19. Jh.; Geesthardenhaus, eingeschossiger traufständiger Backsteinbau mit geschlämmten Mauerwerk unter reetgedecktem Walmdach, Stallteil mit in das Reet eingeschnittenem Lootor und kleinen Rundbogenfenstern, Wohnteil mit scheitrechten Sprossenfenstern - Begründung: geschichtlich, Kulturlandschaft prägend - Schutzumfang: gesamtes Objekt - Denkmaltyp: Bauliche Anlage | BW                               |
| 10014          | De Straat 3 (54° 40′ 9″ N, 8° 54′ 31″ O)           | ehem. Schmiede                        | ehem. Schmiede; um 1900; eingeschossiger Backsteinbau unter steilem Satteldach mit Flachdachanbau nach Osten, gusseiserne Segmentbogenfenster, zwei Tore, Schornstein an der nördlichen Schmalseite - Begründung: geschichtlich, städtebaulich - Schutzumfang: gesamtes Objekt - Denkmaltyp: Bauliche Anlage | BW                               |
| 7618           | Dorfstraße 18 (54° 41′ 13″ N, 8° 57′ 1″ O)         | Wohnhaus mit ehem. Stellmacherei      | Wohnhaus mit ehem. Stellmacherei; um 1900; eingeschossiger Backsteinbau mit Kniestock unter flachem Satteldach, Mittelachse mit Zwerchhaus über dem Eingang, nordöstlich zweigeschossiger Werkstattanbau - Begründung: geschichtlich, städtebaulich - Schutzumfang: gesamtes Objekt - Denkmaltyp: Bauliche Anlage | BW                               |
| 6060           | Dorfstraße 29 (54° 41′ 7″ N, 8° 56′ 52″ O)         | Geesthardenhaus                       | Geesthardenhaus; wohl 19. Jh.; eingeschossiger, langgestreckter Backsteinbau unter reetgedecktem Walmdach, Wohnteil mit Backengiebel über dem Eingang und Lootor und gusseiserne Stallfenster am Wirtschaftsteil - Begründung: geschichtlich, Kulturlandschaft prägend - Schutzumfang: gesamtes Objekt - Denkmaltyp: Bauliche Anlage | BW                               |
| 6064           | Dorfstraße 67 (54° 40′ 57″ N, 8° 57′ 13″ O)        | Kate                                  | Kate; im Kern wohl 17. Jh.; eingeschossiger, hellgeschlämmter Backsteinbau unter reetgedecktem Walmdach, Fenster mit geradem Sturz, Türen sowohl bogenförmig als auch scheitrecht ausgebildet, Maueranker mit Jahreszahl „[1]669“ - Begründung: geschichtlich, Kulturlandschaft prägend - Schutzumfang: gesamtes Objekt - Denkmaltyp: Bauliche Anlage | BW                               |
| 6065           | Dorfstraße 100 (54° 40′ 50″ N, 8° 55′ 43″ O)       | Kate                                  | Kate; wohl 19. Jh.; eingeschossiger traufständiger Backsteinbau unter reetgedecktem Schopfwalmdach, über dem Hauseingang kleiner Giebel mit Heuluke, Segmentbogenfenster, rückwärtiger Stallflügel - Begründung: geschichtlich, städtebaulich, Kulturlandschaft prägend - Schutzumfang: Kate, Vorgarten - Denkmaltyp: Bauliche Anlage | BW                               |
| 46587          | Dorfstraße 126 (54° 40′ 45″ N, 8° 55′ 24″ O)       | Wohnhaus                              | Wohnhaus; um 1900; eingeschossiger, traufständiger Backsteinbau mit Drempel unter schiefergedecktem Satteldach, Risalit mit Zwerchgiebel, Segmentbogenfenster mit Putzverdachungen; Einfriedungsmauer mit Tor an der Straße - Begründung: geschichtlich, städtebaulich, Kulturlandschaft prägend - Schutzumfang: Wohnhaus, Einfriedungsmauer mit Tor - Denkmaltyp: Bauliche Anlage | BW                               |
| 46589          | Dorfstraße 134 (54° 40′ 44″ N, 8° 55′ 19″ O)       | Wohnhaus                              | Wohnhaus; um 1900; eingeschossiger, traufständiger Backsteinbau mit Drempel unter schiefergedecktem Schopfwalmdach mit Ziergauben, Mittelrisalit mit Loggia, Segmentbogenfenster; Tor an der Straße - Begründung: geschichtlich, städtebaulich, Kulturlandschaft prägend - Schutzumfang: Wohnhaus, Tor - Denkmaltyp: Bauliche Anlage | BW                               |
| 46610          | Dorfstraße 157 (54° 40′ 35″ N, 8° 54′ 59″ O)       | Wohnhaus                              | Wohnhaus; 1901; eingeschossiger Putz- und Backsteinbau mit Drempel unter schiefergedecktem Schopfwalmdach, zweigeschossiger Seitenrisalit, Eckerker; bauzeitliche Haustür - Begründung: geschichtlich, städtebaulich, Kulturlandschaft prägend - Schutzumfang: gesamtes Objekt - Denkmaltyp: Bauliche Anlage | BW                               |
| 46619          | Dorfstraße 220 (54° 40′ 27″ N, 8° 54′ 25″ O)       | Wohnhaus                              | Wohnhaus; 1905; eingeschossiger Putz- und Backsteinbau mit Drempel unter schiefergedecktem Schopfwalmdach, übergiebelte Seitenrisalite, Eckerker, Segmentbogenfenster und bauzeitliche Haustür - Begründung: geschichtlich, städtebaulich - Schutzumfang: gesamtes Objekt - Denkmaltyp: Bauliche Anlag | BW                               |
| 46568          | Efkebüll 23 (54° 41′ 48″ N, 8° 52′ 2″ O)           | ehem. Schule                          | ehem. Schule; 1860; langgestreckter, traufständiger Backsteinbau, eingeschossig unter reetgedecktem Schopfwalmdach, Mittelachse mit Zwerchgiebel über dem Eingang, Segmentbogenfenster - Begründung: geschichtlich, Kulturlandschaft prägend - Schutzumfang: ehem. Schule, Warft - Denkmaltyp: Bauliche Anlage | BW                               |
| 6075           | Marktstraat 20 (54° 40′ 16″ N, 8° 54′ 27″ O)       | Geesthardenhaus                       | Geesthardenhaus; wohl 19. Jh.; eingeschossiger, traufständiger Backsteinbau unter reetgedecktem Walmdach auf winkligem Grundriss, Südseite mit großem Lootor, östlich davon der Wohnteil, rückwärtiger Stallflügel - Begründung: geschichtlich, städtebaulich, Kulturlandschaft prägend - Schutzumfang: gesamtes Objekt - Denkmaltyp: Bauliche Anlage, Sachgesamtheit: Marktplatz Langenhorn | BW                               |
| 6058 Wikidata  | Marktstraat 24 (54° 40′ 13″ N, 8° 54′ 25″ O)       | Alte Schmiede                         | Die Alte Schmiede von Langenhorn liegt schräg gegenüber der Kirche St. Laurentius. Der Schmiedebau stammt aus dem 18. Jahrhundert. Zuerst wurde die Schmiede selbst gebaut, später der Anbau (links). Er diente als Beschlagraum für bis zu fünf Pferde gleichzeitig. Die Bauern kamen meist bei schlechtem Wetter mit mehreren Pferden zum Beschlagen. Alteintragung (Aktualisierung vorgesehen) - Begründung: Alteintragung (Aktualisierung vorgesehen) - Schutzumfang: Alteintragung (Aktualisierung vorgesehen) - Denkmaltyp: Bauliche Anlage | Fotos hochladen                  |
| 5146 Wikidata  | Marktstraat 33 a (54° 40′ 12″ N, 8° 54′ 29″ O)     | Kirche St. Laurentius mit Ausstattung | Die evangelische Kirche wurde 1722 erbaut. Im Inneren befindet sich eine Ausstattung im Stil des Barocks aus dem späten 17. Jahrhundert. So stammt der Altaraufsatz aus dem Jahre 1685 / 1688 und die Kanzel aus dem Jahre 1684. Die Orgel wurde von 1758 bis 1761 errichtet. Alteintragung (Aktualisierung vorgesehen) - Begründung: geschichtlich, künstlerisch, städtebaulich - Schutzumfang: Kirche St. Laurentius mit Ausstattung, Glockenhaus - Denkmaltyp: Bauliche Anlage, Sachgesamtheit: Kirche St. Laurentius                          | weitere Fotos \| Fotos hochladen |
| 46637          | Am Pastorat 7 (54° 40′ 13″ N, 8° 54′ 29″ O)        | Feuerwehrgerätehaus                   | Feuerwehrgerätehaus; 1894; eingeschossiger Backsteinbau unter Satteldach, an der Giebelseite Treppenfries und zwei gruppierte Rundbogenfenster in Putzeinfassung, an der westlichen Traufseite zwei große Holztore - Begründung: geschichtlich, städtebaulich - Schutzumfang: gesamtes Objekt - Denkmaltyp: Bauliche Anlage, Sachgesamtheit: Marktplatz Langenhorn | BW                               |
| 46571          | Mönkebüller Straße 4 (54° 41′ 12″ N, 8° 57′ 46″ O) | Wohnhaus                              | Wohnhaus; 2. Viertel 20. Jh.; eingeschossiger traufständiger Backsteinbau unter reetgedecktem Schopfwalmdach mit Mittelrisalit mit steilem Spitzgiebel in Formen der Heimatschutzarchitektur - Begründung: geschichtlich, städtebaulich - Schutzumfang: gesamtes Objekt - Denkmaltyp: Bauliche Anlage | BW                               |

## Gründenkmale
| Objekt-ID      | Lage                                           | Offizielle Bezeichnung | Beschreibung | Bild |
| -------------- | ---------------------------------------------- | ---------------------- | --- | ---- |
| 19416 Wikidata | Marktstraat 33 a (54° 40′ 13″ N, 8° 54′ 30″ O) | Kirchhof               | Alteintragung (Aktualisierung vorgesehen) - Begründung: geschichtlich, Kulturlandschaft prägend - Schutzumfang: Kirchhof, Grabmale bis 1870, nördliches Kirchhofstor, Böschungsmauer - Denkmaltyp: Gründenkmal, Sachgesamtheit: Kirche St. Laurentius | BW   |

## Quelle
- Liste der Kulturdenkmale in Schleswig-Holstein – Kreis Nordfriesland (PDF)

- Karte mit allen Koordinaten:
- OSM |
- WikiMap